# Xylinissa lesa
Xylinissa lesa är en fjärilsart som beskrevs av Köhler 1979. Xylinissa lesa ingår i släktet Xylinissa och familjen nattflyn. Inga underarter finns listade i Catalogue of Life.